# Colombier-le-Jeune
Pour les articles homonymes, voir Colombier.
Colombier-le-Jeune est une commune française, située dans le département de l'Ardèche en région Auvergne-Rhône-Alpes.

## Géographie

### Situation et description
La commune, traversée par le 45e parallèle nord, est de ce fait située à égale distance du pôle Nord et de l'équateur terrestre (environ 5 000 km).

### Communes limitrophes
Colombier-le-Jeune est limitrophe de six communes, toutes situées dans le département de l'Ardèche et réparties géographiquement de la manière suivante :

### Climat
Pour des articles plus généraux, voir Climat d'Auvergne-Rhône-Alpes et Climat de l'Ardèche.
En 2010, le climat de la commune est de type climat des marges montargnardes, selon une étude du CNRS s'appuyant sur une série de données couvrant la période 1971-2000. En 2020, Météo-France publie une typologie des climats de la France métropolitaine dans laquelle la commune est dans une zone de transition entre le climat de montagne et le climat méditerranéen et est dans la région climatique Moyenne vallée du Rhône, caractérisée par un bon ensoleillement en été (fraction d’insolation > 60 %), une forte amplitude thermique annuelle (4 à 20 °C), un air sec en toutes saisons, orageux en été, des vents forts (mistral), une pluviométrie élevée en automne (250 à 300 mm).
Pour la période 1971-2000, la température annuelle moyenne est de 11 °C, avec une amplitude thermique annuelle de 17,3 °C. Le cumul annuel moyen de précipitations est de 982 mm, avec 7,9 jours de précipitations en janvier et 5,6 jours en juillet. Pour la période 1991-2020, la température moyenne annuelle observée sur la station météorologique installée sur la commune est de 11,6 °C et le cumul annuel moyen de précipitations est de 965,0 mm,. Pour l'avenir, les paramètres climatiques de la commune estimés pour 2050 selon différents scénarios d'émission de gaz à effet de serre sont consultables sur un site dédié publié par Météo-France en novembre 2022.
| Mois                                  | jan.             | fév.             | mars            | avril           | mai             | juin           | jui.          | août          | sep.           | oct.            | nov.            | déc.           | année      |
| ------------------------------------- | ---------------- | ---------------- | --------------- | --------------- | --------------- | -------------- | ------------- | ------------- | -------------- | --------------- | --------------- | -------------- | ---------- |
| Température minimale moyenne (°C)     | 0,9              | 1,1              | 4,1             | 6,6             | 10,2            | 13,8           | 15,9          | 15,9          | 12,3           | 9,1             | 4,5             | 1,8            | 8          |
| Température moyenne (°C)              | 3,4              | 4                | 7,6             | 10,5            | 14,4            | 18,3           | 20,7          | 20,6          | 16,3           | 12,2            | 7               | 4,2            | 11,6       |
| Température maximale moyenne (°C)     | 5,8              | 6,9              | 11,1            | 14,5            | 18,6            | 22,8           | 25,6          | 25,4          | 20,4           | 15,3            | 9,6             | 6,5            | 15,2       |
| Record de froid (°C) date du record   | −16,9 16.01.1985 | −15,2 10.02.1986 | −11,1 01.03.05  | −3,4 13.04.1986 | −0,9 03.05.1979 | 3,8 04.06.1984 | 6 01.07.1981  | 7 31.08.1995  | 2,3 19.09.1977 | −2,7 29.10.1997 | −8,8 23.11.1988 | −11,1 20.12.09 | −16,9 1985 |
| Record de chaleur (°C) date du record | 17,9 30.01.13    | 19,2 24.02.1990  | 24,2 22.03.1990 | 26,9 21.04.18   | 31,1 22.05.22   | 36,2 29.06.19  | 37,1 24.07.19 | 37,4 24.08.23 | 31,6 10.09.23  | 27,9 09.10.23   | 21,3 07.11.15   | 19,7 31.12.21  | 37,4 2023  |
| Ensoleillement (h)                    | 732              | 986              | 1 681           | 1 878           | 2 176           | 2 611          | 2 824         | 253           | 1 966          | 1 228           | 805             | 616            | 20 031     |
| Précipitations (mm)                   | 61,8             | 37               | 49,9            | 76              | 84,9            | 61,3           | 68,1          | 69,1          | 111            | 135,7           | 140             | 70,2           | 965        |

## Urbanisme

### Typologie
Au 1er janvier 2024, Colombier-le-Jeune est catégorisée commune rurale à habitat dispersé, selon la nouvelle grille communale de densité à 7 niveaux définie par l'Insee en 2022.
Elle est située hors unité urbaine. Par ailleurs la commune fait partie de l'aire d'attraction de Tournon-sur-Rhône, dont elle est une commune de la couronne,. Cette aire, qui regroupe 9 communes, est catégorisée dans les aires de moins de 50 000 habitants,.

### Occupation des sols
L'occupation des sols de la commune, telle qu'elle ressort de la base de données européenne d’occupation biophysique des sols Corine Land Cover (CLC), est marquée par l'importance des territoires agricoles (60 % en 2018), en diminution par rapport à 1990 (62,5 %). La répartition détaillée en 2018 est la suivante : 
forêts (37,4 %), zones agricoles hétérogènes (35,7 %), prairies (24,3 %), zones urbanisées (2,6 %).
L'évolution de l’occupation des sols de la commune et de ses infrastructures peut être observée sur les différentes représentations cartographiques du territoire : la carte de Cassini (XVIIIe siècle), la carte d'état-major (1820-1866) et les cartes ou photos aériennes de l'IGN pour la période actuelle (1950 à aujourd'hui).

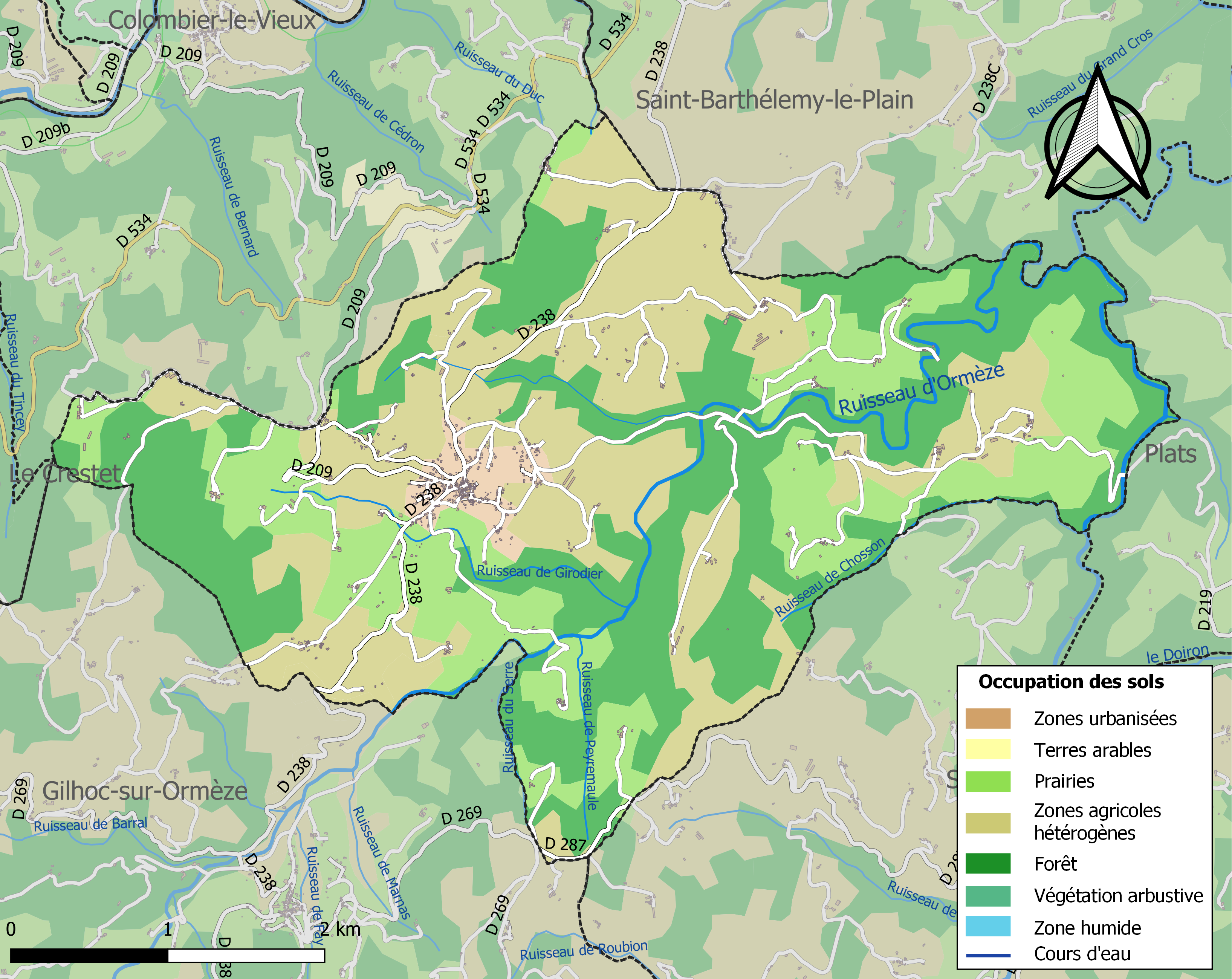
Carte des infrastructures et de l'occupation des sols de la commune en 2018 (CLC).

## Politique et administration
| Période                                  | Période                   | Identité                          | Étiquette | Qualité                     |
| ---------------------------------------- | ------------------------- | --------------------------------- | --------- | --------------------------- |
| Les données manquantes sont à compléter. |                           |                                   |           |                             |
| 1792                                     | 1795                      | Esprit de Sanglier                |           |                             |
| 1795                                     | 1797                      | Louis Nodon                       |           |                             |
| 1797                                     | 1800                      | Paul Benoit                       |           |                             |
| 1800                                     | 1806                      | Jean-Claude Barthélémy Soubeirand |           |                             |
| 1806                                     | 1830                      | Just Joseph Marie Foriel          |           |                             |
| 1830                                     | 1835                      | Jean-André Pradier                |           |                             |
| 1835                                     | 1846 (décès)              | Just Joseph Marie Foriel          |           |                             |
| 1846                                     | 1863 (décès)              | Jean-André Pradier                |           |                             |
| 1863                                     | 1881                      | Régis Mounier                     |           |                             |
| 1881                                     | 1913                      | Joseph Foriel Destezet            |           |                             |
| 1913                                     | 1914 (décès)              | Auguste Crozat                    |           |                             |
| 1914                                     | 1917                      | Eugène Chapoutier                 |           |                             |
| 1917                                     | 1919                      | Edouard Balastrier                |           |                             |
| 1919                                     | 1929                      | Prosper Gabriel Pradier           |           |                             |
| 1929                                     | 1944                      | Joachim Tracol                    |           |                             |
| 1944                                     | 1945                      | Henri Bosc                        |           |                             |
| 1945                                     | 1959                      | Amédée Gregoire                   |           |                             |
| 1959                                     | 1964                      | Marius Devise                     |           |                             |
| 1964                                     | 1995                      | Marcel Mounier                    |           |                             |
| 1995                                     | 2000                      | Paul Maisonnasse                  |           |                             |
| mars 2001                                | 2011                      | Marcel Devise                     |           |                             |
| 2011                                     | 2014                      | Maurice Herelier                  |           |                             |
| 2014                                     | En cours (au 6 août 2020) | Delphine Comte, Deloche           | SE-DVD    | Salariée du secteur médical |

## Population et société

### Démographie
L'évolution du nombre d'habitants est connue à travers les recensements de la population effectués dans la commune depuis 1793. Pour les communes de moins de 10 000 habitants, une enquête de recensement portant sur toute la population est réalisée tous les cinq ans, les populations de référence des années intermédiaires étant quant à elles estimées par interpolation ou extrapolation. Pour la commune, le premier recensement exhaustif entrant dans le cadre du nouveau dispositif a été réalisé en 2007.

En 2022, la commune comptait 566 habitants, en évolution de −0,7 % par rapport à 2016 (Ardèche : +2,48 %, France hors Mayotte : +2,11 %).
| 1793 | 1800 | 1806 | 1821 | 1831 | 1836 | 1841 | 1846 | 1851 |
| ---- | ---- | ---- | ---- | ---- | ---- | ---- | ---- | ---- |
| 806  | 681  | 757  | 706  | 845  | 818  | 909  | 932  | 928  |

| 1856 | 1861 | 1866 | 1872 | 1876 | 1881 | 1886 | 1891 | 1896 |
| ---- | ---- | ---- | ---- | ---- | ---- | ---- | ---- | ---- |
| 894  | 905  | 921  | 922  | 912  | 970  | 885  | 908  | 866  |

| 1901 | 1906 | 1911 | 1921 | 1926 | 1931 | 1936 | 1946 | 1954 |
| ---- | ---- | ---- | ---- | ---- | ---- | ---- | ---- | ---- |
| 800  | 830  | 802  | 708  | 702  | 658  | 658  | 663  | 595  |

| 1962 | 1968 | 1975 | 1982 | 1990 | 1999 | 2006 | 2007 | 2012 |
| ---- | ---- | ---- | ---- | ---- | ---- | ---- | ---- | ---- |
| 618  | 541  | 512  | 503  | 522  | 505  | 541  | 546  | 568  |

| 2017 | 2022 | - | - | - | - | - | - | - |
| ---- | ---- | - | - | - | - | - | - | - |
| 573  | 566  | - | - | - | - | - | - | - |

### Enseignement
La commune est rattachée à l'académie de Grenoble.

### Médias
Deux journaux sont distribués dans les réseaux de presse desservant la commune :
- L'Hebdo de l'Ardèche est un journal hebdomadaire français basé à Valence. Il couvre l'actualité de tout le département de l'Ardèche.
- Le Dauphiné libéré est un journal quotidien de la presse écrite française régionale distribué dans la plupart des départements de l'ancienne région Rhône-Alpes, notamment l'Ardèche. La commune est située dans la zone d'édition d'Annonay-Nord-Ardèche[18].

### Cultes
L'Église de l'Assomption de Colombier-le-Jeune (propriété de la commune) et la communauté catholique sont rattachées à la Paroisse Saint-Luc-des-coteaux-et-de-Tournon, laquelle dépend du diocèse de Viviers.

## Culture et patrimoine

### Lieux et monuments
- Un site mégalithique, le Dolmen de Chabot, est situé à proximité du hameau qui lui a donné son nom[20].
- Église de l'Assomption de Colombier-le-Jeune.

### Espaces verts et fleurissement
En 2014, la commune obtient le niveau « deux fleurs » au concours des villes et villages fleuris.

### Personnalités liées à la commune
- Henri Rattier (1878-1962), professeur de dessin et d'anatomie à l'Ecole des Arts décoratifs de Nice et peintre[22], né à Rattier, commune de Colombier-le-Jeune
- Jacques Oudot (1934-2025), personnalité politique française, député et maire de Sevran y est mort et inhumé[23].